# 丰特斯德埃夫罗
丰特斯德埃夫罗，是西班牙阿拉贡自治区萨拉戈萨省的一个市镇。 总面积142平方公里，总人口3887人（2001年），人口密度27人/平方公里。